# Exploitatie (ICT)
Met het begrip exploitatie in de informatica wordt bedoeld het ter beschikking stellen (utiliseren, faciliteren) van computerinfrastructuur aan de eindgebruikers, teneinde aan het gestelde dienstenniveau of aan de verwachtingen van de klant te voldoen, inclusief het signaleren van nieuwe wensen. Met de verwachtingen aan het informatiesysteem wordt bedoeld het voldoen aan de gestelde technische en functionele eisen van het bestaande systeem dat zich bevindt in de productieomgeving van de organisatie.
Exploitatie betreft het beheer van de componenten die worden belast door software, mensen en gegevensverzamelingen. 

## Doel
Met dit proces wordt het bedienen van de operationele processen (uitvoerende processen) gerealiseerd. De IT-infrastructuur wordt door het proces exploitatie doorgaans beoordeeld of deze nog voldoet aan de gestelde eisen en afspraken conform de SLA.
Exploitatie controleert tevens of het informatiesysteem voldoet aan de gestelde eisen volgens het kwaliteitsniveau. Hierop kan het informatiesysteem beoordeeld worden:
- beschikbaarheid
- functionaliteit
- aansluitbaarheid